# A vég kezdete (Lost)
2008. január 31-én került először adásba az amerikai ABC csatornán a sorozat 70. részeként. J. J. Abrams és Damon Lindelof írta, és Jack Bender rendezte. Az epizód középpontjában Hurley áll.
|  | Alább a cselekmény részletei következnek! |

## A Sziget után
Egy autó belegázolt egy halom gyümölcsbe. Az üldözést, mely már fél órája folyt, egy szakáll nélküli Jack nézte a tévéjén, miközben egy italt készített magának. Az üldözött autó balesete után megtudtuk, ki volt a gépjármű vezetője: Hurley. A férfi kiszállt a kocsiból, ám megpróbált elmenekülni, de a rendőrök elkapták. Amint a falhoz nyomták, Hurley elkezdte kiáltani, hogy ő egyike az Oceanic 6-nak.
10 perccel az üldözés előtt Hurley nyugodtan vásárolt, ám meglátott valakit, aki miatt nagyon megijedt. Mike Walton, egy nyomozó a személy kiléte felől érdeklődött. Hurley nem akart beszélni, mire Mike, a jég megtörése érdekében elmondta, hogy ismert valakit, aki az Oceanic 815-ön utazott: Ana Lucía Cortez. Ő volt a férfi korábbi társa. Mike szerint lehet, hogy Hurley ismerte, de a kérdezett tagadott.
Mikor a nyomozó elment pár fánkért, Hurley elkezdett képzelődni: Charlie betörte a szobában található hatalmas tükröt, így hatalmas mennyiségű víz ömlött be. Hugo segítségért kiáltott, mire visszajött a nyomozó, és megfenyegette a férfit: ha nem viselkedik normálisan, akkor Mike visszajuttatja a diliházba. Hurley megköszönte, majd megölelte a nyomozót.
Hurley a Santa Rosa Elmegyógyintézetben játszik, mikor egy nővér odaadja a gyógyszereit, és elmondja, hogy a férfinek látogatója van: egy közeli asztalnál egy afro-amerikai férfi ül.
- A nevem Matthew Abaddon. – mondja a férfi. – Az Oceanic Airlines megbízottja vagyok.
Matthew elmondja, hogy az Oceanic nagyon sajnálja, hogy Hurley ide került, és ezért felajánlanak egy átutalást egy sokkal szebb elmegyógyintézetbe. Hugo visszautasítja, majd egy névjegykártyát kér. A látogató benyúl a kabátja belső zsebébe, majd közli, hogy valószínűleg otthon hagyta őket.
- Életben vannak még?
Abbadon feláll, mire Hurley a nővérekért kiált. Mindenkinek elmondja, hogy a látogatója el akarja kapni, ám Matthew gyorsan távozik.
Hurley egy hatalmas fa alatt festeget, mikor az egyik társa figyelmezteti, hogy egy személy már nagyon régóta figyeli őt – az a személy Charlie Pace, aki megfulladt a Looking Glass állomáson. A halott rocksztár megkéri barátját, hogy ne fusson el, ahogy az üzletben tette.
Hugo kiakad, de Charlie elárulja, hogy ő tényleg halott, de egyúttal ott is van, Hurley előtt. A lottónyertes megkérdezi, hogy Charlie tudta-e hogy meg fog halni, mikor leúszott az állomáshoz. A férfi igennel válaszol.
- Miért nem szóltál? – kérdezi Hugo, könnyekkel küszködve.
- Mert megpróbáltál volna megállítani. Most neked kell tenned valamit. – mondta Charlie.
Hurley becsukta a szemeit, és elszámolt ötig: mire öthöz ért, Charlie már nem volt mellette. – Szükségük van rád, Hugo!
Hurley kosarazik, mikor felbukkan Jack. A férfi elmondja, hogy visszatérhet a műtőasztalhoz, majd beavatja Hurleyt is a terveibe: szakállat szeretne növeszteni.
- Csak beugrottál, hogy megnézd, begolyóztam-e? Hogy elmondanám-e? – kérdezte Hurley.
Jack rákérdez, de Hugo témát váltott. A sebész otthagyta a kosarazást, távozni készült, mikor Hurley utánaszólt:
- Sajnálom, hogy Locke-kal mentem. Veled kellett volna maradnom. – majd kisebb szünet után folytatja – Azt hiszem, hogy helyesen cselekedtünk, Jack! Szerintem azt akarja, hogy menjünk vissza. Mindent meg fog próbálni, hogy…
- Soha nem megyünk vissza! – kiáltott Jack, majd elment.
- Soha ne mondd, hogy soha, haver… – szólt utána Hurley.

## A Szigeten
Hugo a kisbusznak nekidőlve, walki-talkien keresi Jacket. A rádiótoronynál a keresett személy válaszol, és elmondja, hogy Hurley már pakolhat is, mert hamarosan jön a megmentés.
Kate visszatért a nyom utáni keresésből, megállapítván, hogy Locke nem hagyott maga után semmit, így nem lehet megtalálni. Jack biztosítja a lányt, hogy hogyha John visszajön, ő meg fogja ölni.
Sun Claire-nek segít, Alex Karllal van elfoglalva, Ben pedig megkéri Danielle, hogy vigye el messzire a lányát, mert mindenki aki marad, meg fog halni. Rousseau megpofozza Bent, mondván, hogy Alex nem Linus lánya.
Lent a parton Juliet sírt ás, Sawyer pedig nézi, míg Bernard és Hurley az óceánt bámulják. Hurley elmondja, hogy nyert a lottón vagy 150 millió dollárt, és miután megmenekülnek, végre szabad lesz. A férfi otthagyja Bernardot, és beszökik a vízbe, jelezve, hogy már majdnem szabad. Mikor kijön, észreveszi, hogy a túlélők Desmond csónakját húzzák ki a vízből.
Des kapcsolatba szeretne lépni Jack-kel, el akarja neki mondani, hogy nem megmentés érkezik, hisz Naomi és a hajósai nem azok, akinek mondják magukat. Mindenki az érkezőkről kérdezgeti Dest és észre sem veszik, hogy Charlie nincs ott. Hurley most már kiáltva kérdezi, hogy hol van a barátja. Des sajnálatát fejezi ki, majd zavartan a többiekre néz. A túlélők megértették, hogy kedvenc rocksztáruk már nincs köztük.
A rádiótoronynál Naomi telefonja csöng. Minkowski elmondja, hogy át kell állítani valamiket, majd Naomit kéri a készülékhez. Jack, nem tudván hogy mit mondjon, azt hazudja, hogy a nő elment tűzifáért. Mikor észreveszi, hogy Naomi holtteste hiányzik, leteszi a telefont.
A parton a túlélők vitatkoznak. Sawyer kijelentette, hogy mivel nála a walkie, felhívja Jacket, ám Hurley kiveszi a kezéből, bedobja a készüléket az óceánba, és elindul. A túlélők összeszedik a cuccaikat, és követik Hugót.
Jack csapata is szedelőzködik, visszamennek a partra, hogy az érkezők könnyen megtalálhassák őket. Danielle megtalálta Naomi nyomát, és szerinte már most el kell indulni – Jack kijelenti, hogy Bent is magával szeretné vinni, mivel nem meri másra hagyni. Kate odaszalad Jackhez, és elmondja, hogy megtalálta Naomi nyomát, mire a sebész közli, hogy Rousseau már megtalálta. Kate nem érti – szerinte biztosan az a nyom, amit Danielle talált, nem valós, a lány nyugodtan felállíthatott egyet, hogy átverje a túlélőket.
Jack megpróbálja megnyugtatni Kate-et: Naomi megsérült, bemenekült a dzsungelbe, eszébe sem jutott hamis nyomokat hagyni. A lány belátja, hogy Jacknek igaza van, majd megöleli.
Sayidék fegyvert ragadtak, és elindultak a rádiótorony felé.
Bernardék a dzsungelen vágnak át, ám Hurley le van maradva. Sawyer felajánlja a segítségét, beszélne Hugóval Charlie-ról, de a lottónyertes nem kér belőle. Miután Sawyer kimegy a látótávolságból, Hurley megpihen, majd elindul – nagyon le van maradva, a többiek hallótávolságon kívül vannak. Hugo szaladgál jobbra-balra, ám nem találja a túlélőtársait – helyette egy faházikó elé ér. A suttogások tisztán hallatszódnak.
A vérnyom, amit Danielle követett, hirtelen véget ér: Naomi átvágta Jackéket.
- Jobb lesz, ha odaszólsz a hajóra! Megmondod nekik, hogy nagyon sok tűzifát szed. – gúnyolódik Ben.
Jack a telefon után nyúl, de az nincs a zsebében. Egyből Benre gyanakszik, de a férfi elárulja, hogy amikor Kate megölelte Jacket, elvette a telefont. A hármas visszamegy.
Közben Kate zsebében a telefon csengetni kezd. A lány válaszol, de mikor Minkowski megkérdezi, hogy hol van Naomi, Kate leteszi. Ekkor veszi észre, hogy a keresett személy felmászott egy fára, pont arra ami alatt Kate áll. Naomi ráveti magát a lányra, majd egy kést szegezve a nyakának, a telefont kéri.
- Azzal töltöttem az utolsó 3 napot, hogy segítsek maguknak megmenekülni. Aztán pedig hátba dobnak egy késsel? – kérdezte felháborodva Naomi.
Kate elmondja, hogy azt nem ők, hanem John Locke tette, ám a beszélgetést félbeszakítja a telefon csengése. Naomi válaszol, elmondva Minkowskinak, hogy balesetet szenvedett, és megsérült. A lány azt hazudta, hogy egy faág fúródott a hasába, majd teljesítette a férfi kérését, és átállította a kütyüt: most már a hajósoknak kristálytiszta jelük van. Naomi megkérte Minkowskit, hogy mondja meg a testvérének, hogy szereti, majd összeesett.
Hurley odamegy Jacob kabinjához, és bekukucskál az ablakon: az asztalon egy lámpa, a falon egy festmény, a hintaszékben pedig Christian Shephard, Jack apja. Az ablaknál megjelenik egy férfi, mitől Hurley megijed, és szaladni kezd, segítségért kiáltva. Pár perc után megáll, hátranéz, ám amikor szaladna tovább, megint Jacob kunyhójánál találja magát, mely ajtaja kinyílt, csak úgy magától. Hugo becsukja a szemét, többször elmondja, hogy nincs ott semmi, majd mikor kinyitja a szemeit, tényleg nincs ott semmi. A férfi hátraesik, és mikor kinyitja újból a szemeit, John Locke áll fölötte.
Hurley elmondja, hogy lemaradt a csoporttól, és megijedt. John Charlie utolsó üzenete felől érdeklődött, mire Hugo elmondta, hogy Jack nem kellett volna felhívja azt a hajót.
- Nehéz lesz elmagyarázni nekik, hogy ezek az emberek nem a megmentésünkre jöttek. – mondja Hurley, majd Johnnal együtt megtalálják a csoport többi tagját, a pilótafülkénél.
Amint Sayid meglátja Locke-ot, felháborodik: John a támogatását szeretné, de nem árulja el, hogy miért robbantotta fel a tengeralattjárót. A túlélők zajra lesznek figyelmesek – mindenki a nesz irányába fordítja a fegyverét. A rádiótornyosok jöttek. Sun újra együtt Jinnel, Rose újra együtt Bernarddal, Claire pedig keresi Charlie-t, de nem látja sehol sem. A nagy öröm, a kijutás utáni vágy közepette Hurley el kell mondja az anyukának, hogy barátja halott, és azért halt meg, hogy a túlélők többi része meg tudjon menekülni.
Jackék is megérkeznek a pilótafülkéhez, és amint meglátja, Jack lerohanja Johnt, elveszi tőle a fegyvert, és le is lőtte volna, ha nem lett volna üres a tár. Sayid és Sawyer leszedik a sebészt Locke-ról:
- Tudod, mit tett! – kiabálta Jack, Sayidra nézve.
- Igen, tudom, mit tett! – kiáltotta vissza Sayid.
- Minden, amit tettem, minden, amit valaha is tettem, mindannyiunk legjobb érdekében történt. – mondta Locke, miközben állt fel.
- Meg vagy őrülve? – kiabálta Jack, most Johnra nézve.
Miközben John kiemelte, hogy nem bántana senkit a táborból, sőt, az életét kockáztatta, hogy elmondja nekik, hogy egy áruló van köztük (Julietre mutatva), Jack azt emelte ki, hogy a férfi megölte Naomit. Kate is megérkezett, hozva a hírt: a lány nemrég halt meg, de előtte volt ideje átállítani a telefont, így hát a megmentősereg már úton van.
Jack átveszi a telefont, John meg az irányítást – elmondja, hogy elmegy a barakkokhoz, az az egyedüli hely a Szigeten, ahol van némi biztonság. A kopasz azt mondta, hogy aki élni akar, az vele kell menjen. Jack szerint senki sem fog Johnnal menni, ám Hugo közbeszól: Charlie utolsó tetteként figyelmeztette őket, hogy az emberek azon a hajón nem azok, akiknek vallják magukat.
Hurley átment John oldalára. Claire, majd több túlélő is követte a példáját, meg Danielle Bennel, és Alex Karllal. Kisebb habozás után Sawyer is átment John Locke csapatába. Az eső eleredtével Hurley-ék távoznak.
Jack a pilótafülke belsejét bámulja. Kate csatlakozik, majd nosztalgiáznak egyet: vagy száz éve ők ketten, meg Charlie bent voltak a roncsban, menekülést keresve.
Pár perc csönd után feltűnt nekik egy furcsa zaj. Kiszaladtak a tisztásra, ahol egy fény pásztázta a földet, túlélőket keresvén: egy helikopter volt a fejük fölött. A gépből kiszökött egy ember – a páros a leszállás helyére szaladt, ahol egy ejtőernyős férfi épp a sisakjától szabadult:
- Maga Jack? – kérdezte, Jackre nézve.
|  | Itt a vége a cselekmény részletezésének! |